# Charles R. Baxter
Charles Rufus Baxter (4 de novembro de 1929 – 10 de março de 2005) foi um médico norte-americano. Baxter foi um dos médicos que tentou, sem sucesso, salvar o presidente John F. Kennedy depois que ele foi baleado em Dallas, Texas, em 1963. Ele também é lembrado pela fórmula de Parkland, que dá uma indicação de quanto fluido deve ser dado a um paciente com queimaduras.

## Biografia
Nascido em Paris, Texas, Baxter se formou na Universidade do Texas em Austin em 1950. Ele então frequentou o Centro Médico do Sudoeste da Universidade do Texas em Dallas, onde recebeu seu diploma de medicina em 1954.
Baxter era o diretor do setor de emergência do Parkland Memorial Hospital quando Kennedy foi baleado e disse a famosa frase sobre o evento em 1988:
Assim que percebemos que não tínhamos nada médico para fazer, todos nós nos afastamos do homem com uma reverência que se tem pelo presidente, e não continuamos a ser médicos daquele ponto em diante. Nós nos tornamos cidadãos novamente, e provavelmente houve mais lágrimas derramadas naquela sala do que nas centenas de milhas ao redor.
Ele também operou o governador do Texas, John Connally, que havia sido ferido no ataque.
Baxter fez avanços no tratamento de vítimas de queimaduras e fundou a unidade de queimados[carece de fontes?] e um banco de enxertos de pele em Parkland. A fórmula de Parkland para fluidos é atribuída a ele.
Ele morreu em Dallas, Texas, em 10 de março de 2005, de pneumonia, aos 75 anos.